# The Big Lebowski

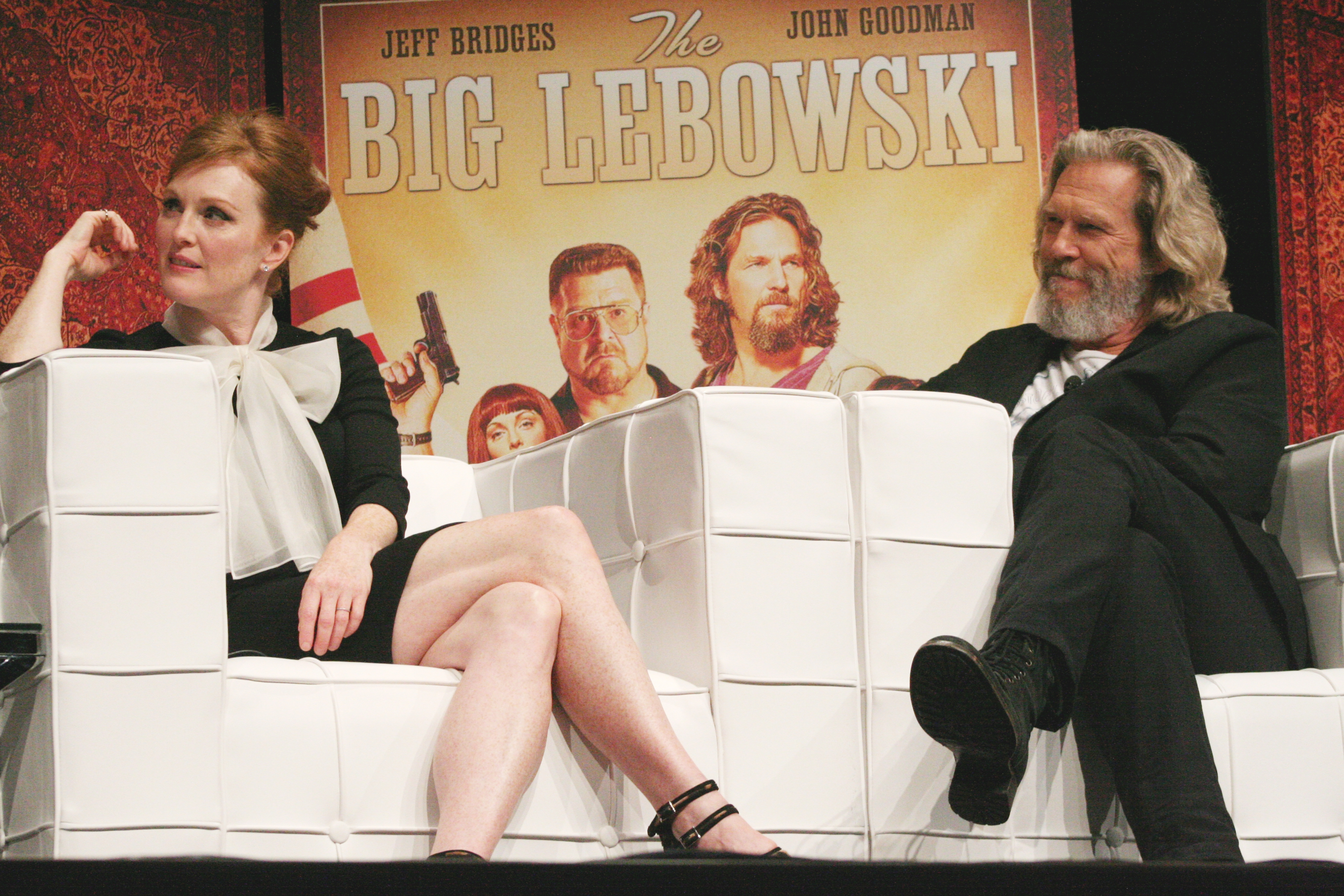
Một cảnh được cắt trong The Big Lebowski

The Big Lebowski là một phim hài được sản xuất năm 1998, được viết và đạo diễn bởi Joel và Ethan Coen. Jeff Bridges trong vai Jeff Lebowski, một người lười biếng thất nghiệp và đam mê bowling ở Los Angeles, có biệt danh là "Dude". Sau một lần bị nhận dạng nhầm, Dude được giới thiệu với một triệu phú cũng có tên là Jeff Lebowski. Khi người vợ bình hoa của nhà triệu phú Lebowski bị bắt cóc sau đó, ông ta ủy thác việc trao tiền chuộc để giải cứu cô ta cho Dude. Kế hoạch này diễn ra không như mong muốn khi bạn của Dude, Walter Sobchack (John Goodman), mưu toan giữ lại trọn vẹn món tiền chuộc. Steve Buscemi, Philip Seymour Hoffman, David Huddleston, Julianne Moore, Tara Reid, và John Turturro cũng đóng những vai chính trong phim. Người kể chuyện của phim là một cao bồi, chỉ được biết là "Stranger" (người xa lạ), đóng bởi Sam Elliott.
Phim được truyền cảm hứng một cách không rõ ràng bởi các tác phẩm của Raymond Chandler. Joel Coen nói: "Chúng tôi muốn xây dựng một câu chuyện theo phong cách Chandler -- cái cách mà nó diễn biến theo từng đoạn và đối xử với các nhân vật trong khi cố tháo gỡ một bí ẩn, cũng như có một cốt truyện quá phức tạp đến mức cuối cùng nó trở nên không quan trọng." Bản nhạc nền của phim được soạn bởi Carter Burwell, một người hợp tác từ lâu với anh em nhà Coen.
The Big Lebowski là một thất vọng về tiền vé ở Mĩ và nhận được cả khen lẫn chê khi nó được phát hành. Theo thời gian, những lời bình phẩm dần trở nên tích cực, và bộ phim giờ đã trở thành một phim cult, nổi tiếng vì những nhân vật có phong cách kì lạ, những cảnh trong mơ, những cuộc đối thoại không theo lẽ thường, và âm nhạc có tính chiết trung [của nó].

## Sách
- Bergan, Ronald, The Coen Brothers, (2000, Thunder's Mouth Press), ISBN 1-56025-254-5.
- Coen, Ethan and Joel Coen, The Big Lebowski;(May 1998, Faber and Faber Ltd.), ISBN 0-571-19335-8.
- Green, Bill, Ben Peskoe, Scott Shuffitt, Will Russell; I'm a Lebowski, You're a Lebowski: Life, The Big Lebowski, and What Have You, (Bloomsbury USA – ngày 21 tháng 8 năm 2007), ISBN 978-1-59691-246-5.
- Levine, Josh, The Coen Brothers: The Story of Two American Filmmakers, (2000, ECW Press), ISBN 1-55022-424-7.
- Robertson, William Preston, Tricia Cooke, John Todd Anderson and Rafael Sanudo, The Big Lebowski: The Making of a Coen Brothers Film, (1998, W.W. Norton & Company), ISBN 0-393-31750-1.
- Tyree, J.M., Ben Walters The Big Lebowski (BFI Film Classics), (2007, British Film Institute), ISBN 978-1-84457-173-4.
- The Big Lebowski in Feminist Film Theory